# Мулино дел Берто (Модена)
Мулино дел Берто је насеље у Италији у округу Модена, региону Емилија-Ромања.
Према процени из 2011. у насељу је живело 17 становника. Насеље се налази на надморској висини од 539 м.